# El atolondrado o los contratiempos

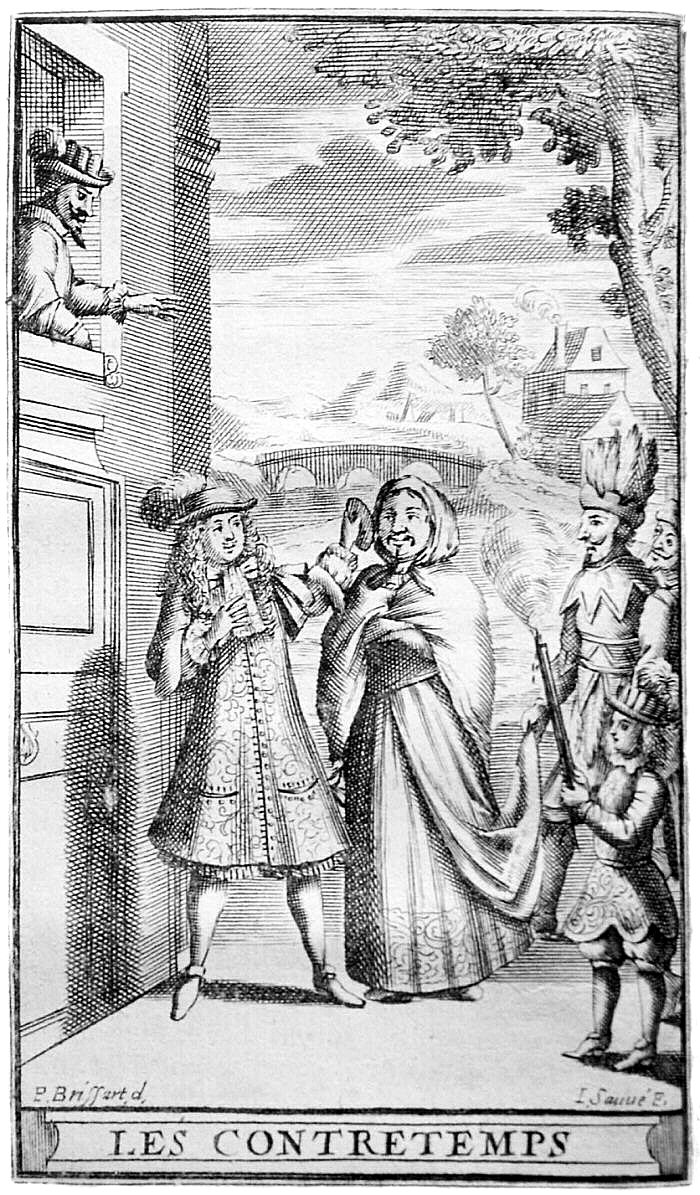
Ilustración de Pierre Brissart y Jean Sauve para la atolondrado" en "Les Oeuvres de Monsieur Molière", 8 tomos, t. 1. Taylor Institution Library. Oxford.

El atolondrado o los contratiempos (L'Étourdi ou les Contretemps) es la primera comedia de verdad escrita por Molière, en cinco actos y en verso. Se representó por primera vez en Lyon en 1655

## Resumen
Por su torpeza o distracción, Lelio hace fracasar maquinaciones  sucesivas que su sirviente Mascarille, "fourbum imperator", había ideado para permitirle poseer a Celia, una joven esclava que el viejo Trufaldín tiene en su casa, sin saber que es su propia hija.
- Datos: Q3205504
- Multimedia: L'Étourdi ou les Contretemps / Q3205504